# Iveta Šranková
Iveta Šranková, född den 1 oktober 1963 i Zlaté Moravce, Slovakien, är en tjeckoslovakisk landhockeyspelare.
Hon tog OS-silver i damernas landhockeyturnering i samband med de olympiska landhockeytävlingarna 1980 i Moskva.